# ベンジャミン・ボシオ
セリン・ベンジャミン・ボシオ・リチャードソン（サントドミンゴ、1996年4月27日生）、通称ベンジャミン・ボシオは、起業家、歯科医師、およびモデルである。

## キャリア
ベンジャミン・ボシオは1996年4月27日、ドミニカ共和国の首都地区で生まれた。父はセリン・ボシオ、母はアナ・リチャードソンであり、
高校卒業後、歯科大学に進学し、ドミニカ共和国とアメリカ合衆国で歯科医師となった。

## 活動

### 人道支援活動
14歳のとき、2010年ハイチ地震が発生し、ドミニカ共和国とハイチの国境地域で医療資源が不足した。この経験から、父とともに「FUMEBO」という非営利団体を設立し、貧困地域への医療・歯科医療支援を行っている。
ベンジャミン・ボシオはロンドンで開催されたワン・ヤング・ワールド・サミットにドミニカ共和国を代表して出席した。
人道活動家として、日本のプロジェクト「World Dream Project - We have a dream」のプロモーションに参加した。

### COVID-19への対応
COVID-19パンデミックの最も深刻な時期、ボシオは「Cajas Vitales（命の箱）」という取り組みを立ち上げ、必需品を詰めた支援キットを貧困地域へ配布し、感染拡大の防止と支援活動を行った。

## 賞歴
彼はドミニカ共和国大統領府および副大統領府から表彰を受けています。また、ダイアナ妃を記念した人道賞であるダイアナ賞をドミニカ共和国出身者として初めて受賞しました。